# Plumularia epibracteolosa
Plumularia epibracteolosa is een hydroïdpoliep uit de familie Plumulariidae. De poliep komt uit het geslacht Plumularia. Plumularia epibracteolosa werd in 1973 voor het eerst wetenschappelijk beschreven door Watson. 